# ヴィクトリア・ジャクソン
ヴィクトリア・ジャクソン（Victoria Jackson、1959年8月2日 - ）は、アメリカ合衆国のコメディアン、女優、風刺作家、歌手、ブロガー。
1986年から1992年まで、NBCのスケッチ・コメディー『サタデー・ナイト・ライブ』（『SNL』）に出演していたことで知られる。『SNL』レギュラー時代から多数の映画に出演し、スタンダップ・コメディアンとしても活動する。アメリカ合衆国大統領バラク・オバマを批判していることで注目され、ティーパーティー運動の熱心な活動家としても有名である。

## 生い立ち
フロリダ州マイアミで、体操コーチの父ジェイムス・マケイスリン・ジャクソンと母マーリーン・エスター（旧姓ブラックスタッド）のもとに生まれた。敬虔なクリスチャンの両親のもと、テレビなしで育ち、5歳から18歳まで父から体操のトレーニングを受けた。
ジャクソンは私立のデイド・クリスチャン・スクールに入学し、チアリーダーおよびホームカミング・クイーンとなった。その後、フロリダ州ハリウッドのフロリダ・バイブル・カレッジに進学した。14年間体操を続けていたおかげで奨学金を得て、サウスカロライナ州グリーンビルにあるファーマン大学に進学する。オーバーン大学に1年間通学し、パーム・ビーチ・アトランティック大学で演劇の学位を取得した。

## 女優業およびコメディ
ある夏、アラバマ州で行なわれた舞台公演に出演した際、1950年代に『ライフルマン』に出演していたジョニー・クロウフォードと出会い、クロウフォードのナイトクラブに出演するようになった。ロサンゼルスに転居してからは、夜はコメディを披露し、昼間はタバコの売り子、アメリカがん協会のタイピスト、ウェイトレスなど様々なアルバイトをして生計を立てていた。
その後、『ザ・トゥナイト・ショー・スターリング・ジョニー・カーソン』に出演したことでブレイクし、逆立ちしながら詩を朗読するのが持ちネタとなった。この番組には計20回出演した。

### 『サタデー・ナイト・ライヴ』
1986年、『サタデー・ナイト・ライヴ』第11シーズンの多くで出演・脚本を担当していたローン・マイケルズの降板に伴い、ジャクソンは第12シーズンより出演するようになった。ジャクソンはデニス・ミラーと共に『ウィークエンド・アップデイト』のコーナーに出演したことで有名になり、机の上でブリッジまたは逆立ちをしながら詩を朗読し、最後にミラーが性的な際どいコメントをするのが通例であった。

#### 『SNL』でのレギュラー役名
- 『Toonces the Driving Cat 』のブレンダ・クラーク役
- 『Church Chat』のクリスチャンの少女、ジェニー・ベイカー役
- ナイトクラブであるジャングル・ルームの歌手、ナンシー・メロニー役
- フィル・ハートマンとジャン・フックスによるキースター家の娘、スーザン・キースター役

#### 物真似
物真似レパートリー：カラミティ・ジェーン、クリスティナ・アップルゲイト、シンディ・ローパー、ドナ・ライス・ヒューズ、イーディ・ゴーメ、ファウン・ホール、ラトーヤ・ジャクソン、リンダ・ブレア、ルル、ロブ・ロウ、ロザンヌ・バー、サリー・ストラザース、スーザン・オルセン (『ゆかいなブレディー家』シンディ・ブレディ役)、ティナ・ヨザーズ (『ファミリータイズ』ジェニファー・キートン役)、ティッパー・ゴア、ザ・ザ・ガボール

### 映画出演
『SNL』にレギュラー出演していた頃から、ダイアン・キートン主演『赤ちゃんはトップレディがお好き（Baby Boom）』、ショーン・コネリー主演『ファミリー・ビジネス』、『ピックアップ・アーティスト（The Pick-up Artist）』、『カウチ・トリップ（The Couch Trip）』、『殺したいほどアイ・ラブ・ユー』など様々な映画に出演した。『Casual Sex? 』ではリー・トンプソンと共に、『パロディ放送局UHF』ではアル・ヤンコビックと共に主演した。

### 後の女優業
『サタデー・ナイト・ライヴ』降板後、ジャクソンは『Xファイル』のエピソード『レイン・キング（The Rain King）』に出演し、小さな町の雨乞い師に報わぬ恋をしている女性を演じた。1998年には映画『No More Baths』に出演。2000年、コメディ・セントラルの連続ドラマ『Strip Mall』に出演した。2003年から2004年まで、ニコロデオンの番組『Romeo!』第1シーズンにナニーのミセス・ロジャース役でレギュラー出演し、リトル・ロメオと共演する。2005年、ジャクソンはVH1の番組『Celebrity Fit Club』に出演した。2006年、ベンジャミン・キース監督のドキュメンタリー風パロディであるモクメンタリー『20Q』にロリータ・ドーチャック役で出演した。
元『サタデー・ナイト・ライヴ』出演者のジョー・ピスコポ、Father Guido Sarducci 役のドン・ノヴェロなどと度々共演し、各地でスタンダップ・コメディを披露している。

## 政治活動
ジャクソンは「敬虔なクリスチャン」を自称し、クリスチャン・ブロードキャスティング・ネットワークの『The 700 Club』やABCの『Politically Incorrect』などに出演している。クリスチャン向け施設に登場しており、2007年にはティム・コンウェイ司会のクリスチャン・コメディ・コンサート『Thou Shalt Laugh 2: The Deuce』に出演し、スタンダップ・コメディを披露した。
ジャクソンは自身のウェブサイトに保守主義の政治観を多く投稿している。2008年アメリカ合衆国大統領選挙の一般投票キャンペーンの間、民主党、特に上院議員バラク・オバマおよび元『サタデー・ナイト・ライヴ』出演者でミネソタ州議員候補のアル・フランケンを批判していた。2008年10月、他のセレブリティと共に全米共和党上院議員委員会に出席し、フランケンをからかう宣伝活動を行なった。その後、『ザ・オライリー・ファクター』に出演し、インタビューでオバマを共産主義者だと語った。その後もあちこちでオバマを共産主義者だと繰り返し語っている。
選挙でオバマが当選した際、ジャクソンはブログに「最終選挙の投票者達は事実や知識に基づいた決定を下しておらず、誇大広告、感情、周囲からの圧力、そして人種問題にごまかされたのだ。メディアはアメリカ国民が真実を知ることを阻害しており、偏見をなくす役割を果たしていない」と記し、「我々が見るべきなのはFOXニュースのみ」と語った。
2011年、ジャクソンは自身の保守主義が原因で盗聴されていると記した。
2011年、ジャクソンは男性俳優2人がキスする様子を放送した『glee/グリー』を批判して「吐き気がする」と語り、ジャクソンの批判の要因の1つは聖書によるものであると語った。ホモフォビアについて「進歩的な業界用語」だと反論し、『グリー』は宗教に基づき禁欲を奨励すべきだと提案した。
2011年、ジャクソンは『Patriot Update 』に作家およびビデオ・ブロガーとして参加した。ジャクソンの「ウォール街を占拠せよ」の動画ではズコッティ公園の占拠者へのインタビューで古巣の『サタデー・ナイト・ライヴ』を思い起こさせ、全米の注目を集めた。その直後、『Patriot Update 』はジャクソン、アン＝マリー・ミュレル、ジャクリン・スチュワート、ジェニー・ジョーンズが出演する新番組『Politichicks 』を開始した。『Politichicks 』のためにジャクソンが作曲した『"Shariah Law" 』には、「彼らムスリムたちは断頭やペドフィリアな結婚を好む」「そして彼らは1日5回祈りをささげる」「彼らは殺したい相手を誰でも殺す」「彼らがあなたに言わせたいことを言うな」という歌詞が含まれている。また、ジャクソンは自身のネット番組『The Victoria Jackson Show 』の司会も務めている。
2012年、自伝『Is My Bow Too Big? How I went from Saturday Night Live to the Tea Party 』を出版した。
共和党下院議員のトッド・エイキンが「女性はレイプされても妊娠しない」と発言した際、ジャクソンは「もし私がレイプされて妊娠したら、私は出産する。そしてもし悪夢にうなされその子供を育てられなくなったら、私はその子を養子に出す。しかし私は、神は悪い出来事を良い方向に導くと思う。もし私がレイプされてかわいい赤ちゃんを産んだら、それは神のご加護であろう」と語った。
2014年、テネシー州ウィリアムソン郡の郡政委員の定数2の2区に無所属候補として立候補を申請した。

## 私生活
1984年、ジャクソンは炎を口に入れる芸を披露するマジシャンであるNisan Mark Eventoff と結婚した。娘スカーレットをもうけたが、1990年に離婚する。
1991年、高校時代に交際していた、フロリダ州デイド郡の警察ヘリのパイロットであるポール・ウェセルと再会した。その後ウェセルと結婚し、娘オーブリーをもうけた。2010年には孫ができる。フロリダ州に居住していたが、2012年、子供たちの近くに住むためにテネシー州トンプソン・ステーションに転居した。

## 書籍
- 『Is My Bow Too Big? How I went from Saturday Night Live to the Tea Party』（2012年） ISBN 978-1-4675-0256-6

## External links
- Victoria Jackson （英語） - 公式サイト
- ヴィクトリア・ジャクソン - IMDb（英語）